# クロカン (漫画)
『クロカン』は、三田紀房による日本の漫画。1996年から2002年まで日本文芸社の漫画雑誌『週刊漫画ゴラク』に連載された。
単行本全27巻。後に文庫化もされた。

## 概要
当時のスポーツ漫画としては珍しくチームの監督を主人公とした作品であり、ベンチ間での腹の探り合いや采配の応酬なども描かれている。

## あらすじ

### 桐野高校編
群馬県の県立校・桐野高校は創立100年まであとわずかだった。野球部も90年以上の歴史があるが、甲子園出場はいまだなく、OB会や後援会などの期待を裏切る年が続いていた。
野球部の監督はクロカンこと黒木竜次。監督就任3年目で県大会ベスト4、4年目で準優勝と、桐野を県内の強豪に押し上げた。しかし、粗暴な言動、定石を破り捨てるようなバクチ采配、後援者の助言を意に介さない態度に、周囲からは監督更迭の声すらあがっていた。4年目の夏も準優勝、その秋もベスト4に終わり、きわどい状況に立たされた黒木だったが、少数の理解者と彼を慕う部員たちの尽力により、どうにか監督の座は守られた。
5年目の夏、県大会で優勝し、ついに甲子園出場が決定したが、再び後援者側と意見が衝突したことにより、黒木は甲子園で指揮を執ることなく野球部を去ることになった。

### 鷲ノ森高校 坂本編
桐野を去った黒木は、家業を手伝って過ごしていた。ある日、黒木のもとを鷲ノ森高校の野球部員たちが訪ねてきた。万年コールド負けで周囲から馬鹿にされている自分たちを鍛えて欲しいという申し出にこたえ、黒木は鷲ノ森の監督となった。
部員たちは基礎がまるでなっていなかったが、坂本拓也はずば抜けた素質を持っていた。坂本はアルバイトのためほとんど練習に参加していなかったが、黒木は彼を野球に専念させるようにした。それから1年後、夏の県大会では坂本の好投で勝ち進み、前年優勝校の桐野を破って甲子園初出場を成し遂げた。甲子園でも坂本の好投と黒木の采配により、鷲ノ森はベスト4となった。

### 鷲ノ森高校 逆境編
甲子園の後、怪物・坂本にあこがれた粒よりの選手たちが県内各地から集まっていたが、柱となるべきほどの選手はいなかった。よって、全員の結束で勝つチームに仕上げることが黒木の目標だった。
秋の大会の直前、校舎が出火し、全焼するという事態が起こった。県大会にどうにか出場はするものの、試合のできる精神状態ではなく惨敗を喫した。さらに、もともと人口減少による廃校の話があった鷲ノ森高校だったが、校舎がなくなったことでその計画が前倒しされ来年度以降の生徒の募集は行われないことが決定した。部員の中には他校へ移る者も多くあり、黒木にも他校野球部からの誘いがあったが、鷲ノ森に残った2年生3人、1年生13人の部員とともに、残りの2年間に甲子園優勝への道を賭けた。
鷲ノ森2度目の夏は県ベスト8止まりで、遂に部員は13人のみとなる。少人数で選手交代も気軽に出来ないため、全員が複数のポジションで守備が出来るように鍛え、打線も強打のチームに育成した。その年の秋季大会に優勝し、関東大会でもベスト4にまで進んだ。これが評価されて春のセンバツへ出場となった。
土壇場での精神面も鍛え直され、夏、鷲ノ森高校にとって最後となる大会において、3年生13人だけしかいない部員達で遂に全国制覇を成し遂げることとなった。

## 登場人物
声は、アニメ版声優。
黒木竜次（くろき りゅうじ）
声 - 手塚ヒロミチ
通称「クロ」「クロカン」。家業の豆腐屋をやりながら、高校野球部の監督をしている。自ら考え行動する姿勢に欠ける者には厳しい態度を見せる。
現役時代は桐野高校で投手として、後に桐野高校野球部の部長、監督となる森岡とバッテリーを組み、県大会決勝まで進んだが甲子園出場はならなかった。卒業後も野球部の練習を手伝い、野球部OB会と後援会が市長選挙をめぐって対立、混乱のさなか桐野高校野球部監督に就任。低迷していた野球部を建て直し、着実に力をつけるが、たびたび解任騒ぎが起こる。大胆な選手起用・戦術で甲子園初出場に導く。しかし予選終了後に学校や後援会との意見の対立から辞任。甲子園では指揮を執ることはなかった。
鷲ノ森高校野球部監督となってからは、金額を各自の判断に任せた指導料を部員たちから徴収するようになった。また、プロ入りするまでの坂本を野球に専念させるため、夜通しでアルバイトをして坂本に払う「給料」を稼いだ。

### 鷲ノ森高校 坂本編
坂本拓也
ピッチャー。投げては150km/hを超える剛球と鋭いカーブで相手打線をねじ伏せ、驚異的な心肺能力で連投するスタミナも抜群、打っては天与の野球センスとパワーでオーバーフェンスを連発する。普段は無口で穏やかな性格であるが精神的にも逆境に強く、味方がタイムリーエラーをしても動じず相手打者を押さえ込む、不動のエースで頼りになる四番打者という究極の大黒柱。実家は両親が健在（他に弟2人と妹2人あり）だが、その両親は県外へ夫婦住み込みで工事現場で働くなど経済的に恵まれず、放課後は毎日アルバイトで毎月10万円ほど稼ぎ家計を助けていた為、野球部の練習にほとんど参加できなかった。しかし素質と人間性に惚れ込んだ黒木が月給15万円、甲子園出場したらボーナスとして100万円支給という条件による日本初の「高校生プロ野球選手」となり、それ以降、野球部員として猛練習に励み、遂にチームを初の甲子園に導いた。その夏の甲子園では準決勝で不運なエラーにより逆転サヨナラ負けするが、秋の国体では強豪相手に4試合連続完封し、決勝では2打席連続ホームランという大活躍で優勝を成し遂げる。高校卒業後、4球団競合の上で西武にドラフト1位で指名され、プロ野球でも奮闘し14勝6敗という好成績で1年目を終え、新人王となる。
浅井和史
キャプテン。元々はサードを守っていたがキャッチャーにコンバートされる。坂本の剛速球を完全に捕球する事が出来ないでいたが、牛の糞を詰めたボールを投げ付け完全捕球しなければ糞まみれになる「恐怖の特訓」を乗り越えることで克服する。更に球種の少ない坂本を生かす為、捕球寸前まで内角で構えながら実際は外角の直球やカーブを（その逆もあり）捕球する、プロ級のスライド捕球方法を身に付ける。大学で教員免許を取得し高校野球の監督になることを考えていたが、強肩で送球のコントロールが抜群、更に捕球技術の高さなどを含めた将来性を見込まれて千葉ロッテマリーンズにドラフト5位で指名され入団。
山内洋平
ピッチャー兼外野手。坂本が本格的に野球部の活動に加わる前のエース。球速は110km/h前後で、ボールはシュート回転で真ん中に入ってくる。外野守備面では、甲子園でファインプレイを見せた。浅井の後を継いでキャプテンを務めたが、自分の代では甲子園出場は叶わず。
福松春彦
ファースト。元はキャッチャーだった。福を呼び込む選手だと期待されている。試合では代打の切り札として起用され、体型を活かして死球で出塁したり、甲子園でサヨナラヒットを打ったりしている。

### 鷲ノ森高校 逆境編
備前大介
キャプテン。セカンド、キャッチャー、ピッチャーをつとめる。初球から積極果敢に狙うスイッチヒッターで、塁に出れば牽制の癖を見抜いて次の塁を脅かし、守れば堅実なボール捌きでピッチャーを援護。野球センスの固まりで、まさに走攻守揃った名選手。監督からの信頼も絶大で、敗北寸前でチームの和も崩壊しそうなピンチでも絶対に諦めず、精神面でも味方を勝利へと導くキャプテン。1年夏からベンチ入りするも甲子園準決勝で痛恨のサヨナラエラーをしてしまい、それがトラウマとなり苦しむが、そのどん底から這い上がり逞しく成長し3年夏はセカンド、キャッチャー、ピッチャーの三役をこなす大車輪の活躍ぶり。浅井の後継となる精神的支柱の役割を見事に果たした。
小鹿養太郎
ピッチャー兼ファースト。備前と同じリトルリーグ出身のピッチャー。重い速球を主体とするピッチングで、1年秋からは左の久賀と二枚看板を形成した。泣くと球威が増すことからニックネームは泣きの小鹿（バンビ）。大人しい性格で、書く文字が小さい。
久賀稔彦
ピッチャー兼ライト。バカ肩、バカ足、バカ頭と、なにかにつけてバカと呼ばれる。だが「バカになれ」がモットーのクロカン野球によって、その能力は十二分に発揮された。左腕投手で、中学時には県大会準優勝。怪物・坂本にあこがれ、強豪校の誘いをけって鷲ノ森へ入学した。ピッチング専門の小鹿と違い、運動能力に優れる久賀は外野手としても一流である。全身バネの異名があるだけに守備範囲は広い。打っては左の強打者として存在感を示した。素質だけなら抜群、しかし頭を使うピッチングができない。調子が良ければどんな打線でも敵ではないが、悪ければどんどん打たれて深みにはまる。黒木が「究極の気分屋」、「毎試合が丁半博打」と語っているように、エースナンバーをつけるにはいささか不安があった（実際に最後の夏の大会では、小鹿と競争させる意図もあってエースナンバーを剥奪されている）。卒業後はプロへ進む。
大竹豊
センター、ファースト、サードをこなす。強肩強打の大型野手。1年夏は五番センター、秋からは四番ファースト。オールディフェンス体制時にはセンターやサードをつとめた。卒業後は久賀と共にプロに進んだ。気の強い性格で、先輩にも堂々と意見が言える。そのためか部内でトラブルを引き起こしてしまうこともあったが、甲子園では何本もホームランを放ち、高校球界屈指の強打者としてチームを牽引した。
田代良治
キャッチャー兼ファースト。相撲から野球に転向した異色のキャッチャー。もっとも、黒木が目をつけたのは何よりもそのパワーだった。外れも多いが当たれば長打、四番の大竹と強打コンビを組んだ。巨体に似合わぬ柔軟な身体でキャッチャーとして守備でもピンチを救う選手に育つ。
堤隆俊
ショート、キャッチャー、レフトをつとめる。他校の監督からも一目置かれる好選手。仕事人と評され、打撃でも守備でも安定感がある。卒業後は大学へ。黒木は「大学でみっちり鍛えればプロも夢でない」と評していた。
建部浩之
サード。主に三番打者を任され、巧さはあるもののパンチ力には欠けると評される。潔癖症であり、ユニフォームを汚すことを嫌う。
国定
センター。同期の13人の中で、地元の鷲ノ森村出身の部員は5人（国定、田代、桜井、木下、高野）。その筆頭格がこの国定である。地元出身者がぬけるわけにはいかないと厳しい練習に耐え抜き、解散するまで野球部の一員として活躍した。俊足を活かして甲子園でセーフティバントも決めている。

### その他
平泉粧子
鷲ノ森高校教員。黒木が監督となってからすぐに野球部に加わり、勝ちを目指す部員たちを応援していた。鷲ノ森の廃校後は桐野高校へ移り、そちらでも野球部部長を続けている。
森岡謙一郎
桐野高校野球部部長、黒木が退任してからは監督に就任。のちにオファーを受け長野の聖峰学院高校の監督となる。高校時代は黒木とバッテリーを組んでいた（元々は内野手だったが黒木によって転向させられた）。大学、社会人チームでもプレーをしていた。采配は黒木の博打じみたものとは対照的で、とても堅実である。その為に黒木とは幾度となく衝突してきたが、一方で黒木の野球観に対する理解も深く、仲が悪いわけではない。
国枝瞳
桐野市内にある医院の医師。黒木、森岡とは高校時代からの付き合いがある。
峰崎
通称「ミネさん」。桐野工業高校野球部で長らく監督を務めていた。隠居生活をしていたが、大学の系列校となりスポーツ強豪校を目指す常洋大鴨原高校の野球部の監督となる。
岡添良治
京陽高校野球部の監督として甲子園優勝を果たした後に、京陽盛岡高校に移り、東北のチームとして初の全国制覇をなすべく尽力する。甲子園初出場の監督の中に有望な人物を見つけると呑みに誘うようにしている。
高塚
森岡の後任にあたる桐野高校野球部監督。桐野高校では黒木と森岡の2年後輩にあたり、その時から森岡を尊敬していた。その後に部長として森岡をサポートし、監督に就任する。黒木は「ある意味森岡よりも手ごわい」「煮ても焼いても食えない奴」と評している。平泉の人間性を高く買っている。

## Webアニメ
2013年7月に動画配信・販売サイト「TOMOSTORE」でマンガをコマ割り、吹き出し、擬音などの表現はそのままに、音声や動きをつけてCGアニメーション化したショートアニメが公開。Next Media Animation Japanがアニメーション制作。
2014年にはMBSアニメシャワーの放送直後にテレビ放送された（アニメシャワーの枠内ではない）。